# Kyle Mooney
Kyle James Kozub Mooney (San Diego, 4 september 1984) is een Amerikaans acteur, komiek, scenarioschrijver en filmregisseur.

## Biografie
Kyle Mooney werd in 1984 geboren in San Diego als de zoon van Linda Kozub en Brian Mooney. Zijn moeder werkte als journalist voor de krant San Diego Union-Tribune, zijn vader was een milieu-adviseur. Hij heeft twee oudere broers, Sean en Ryan.
Mooney studeerde aan Scripps Ranch High School in San Diego en de filmschool van de University of Southern California. Aan de universiteit sloot hij zich in 2003 aan bij de improvisatiegroep Commedus Interruptus.
Samen met medestudenten Beck Bennett en Nick Rutherford, die ook tot Commedus Interruptus behoorden, richtte hij de sketchgroep Good Neighbor op. Ook Mooney's bevriende regisseur Dave McCary sloot zich bij Good Neighbor aan. 
In 2013 werd Mooney aan de cast van het populaire sketchprogramma Saturday Night Live toegevoegd. Ook zijn collega's van Good Neighbor maakten de overstap naar SNL. Bennett, McCary en Rutherford (in 2014) werden in dienst genomen als respectievelijk acteur, regisseur en scenarist.
Samen met zijn collega's van Good Neighbor en SNL maakte hij in 2017 de komische dramafilm Brigsby Bear. Mooney schreef mee aan het script en vertolkte de hoofdrol.